# Distretto di Velyka Oleksandrivka
Il distretto di Velyka Oleksandrivka (in ucraino Великоолександрівський район?) era un distretto (rajon) dell'Ucraina, situato nell'oblast' di Cherson. Il suo capoluogo era Velyka Oleksandrivka. È stato soppresso con la riforma amministrativa del 2020.